# Zakhia
Zakhia ist ein Spiel, bei dem aus Buchstaben Wörter gebildet werden müssen. Es wurde von Frédéric Zakhia (1908–1992), einem libanesischen Arzt, erfunden und zum ersten Mal 1982 in Frankreich durch den CEJI-Verlag auf den Markt gebracht. Bisher existiert es nur in einer französischen und einer arabischen Version.
Zakhia ist ein Buchstaben-Spiel, aber auch ein Wissensspiel. Anders als zum Beispiel bei Scrabble sind hier Eigennamen erlaubt, was die Wortfindung erleichtert. Die Felder auf dem Spielbrett geben verschiedene Themen vor, zu denen dann Wörter aus den gezogenen Buchstaben-Steinen gefunden werden müssen, beispielsweise zu den Kategorien „Tiere“, „Geschichte“ oder „Musik“, die in rot umrahmten Feldern dargestellt sind. Setzt man ein Wort aus dem entsprechenden Themengebiet, erhält man eine multiplizierte Punktzahl. 
Vom selben Autor erschien außerdem 1973 im französischen Rocher-Verlag „Zakhia, dictionnaire des mots croisés et du Scrabble“ („Zakhia, das Lexikon für Kreuzworträtsel und Scrabble“), das 1982 und 1991 neu aufgelegt wurde.